# جریان جابجایی

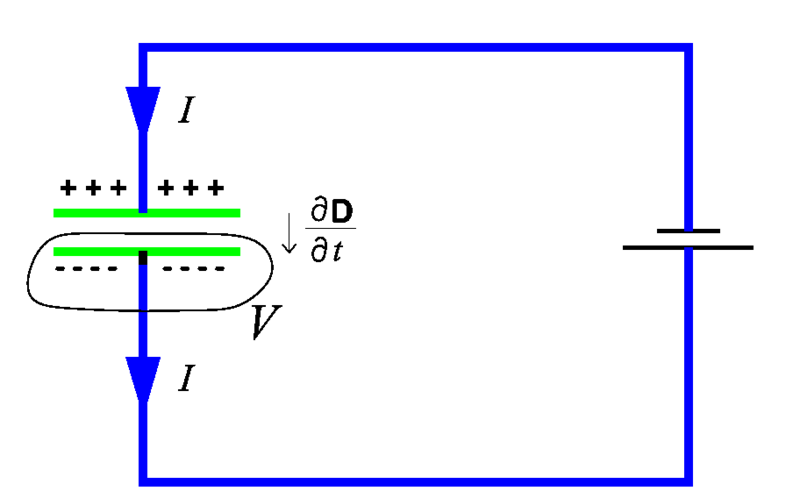
نمایی از طرح‌وساختار جریان جابجایی ماکسول

چگالی جریان جابجایی در الکترومغناطیس، مقدار ∂D/∂t در معادله‌های ماکسول است که به صورت میزان تغییر D، میدان جابجایی الکتریکی، بر زمان تعریف می‌شود. چگالی جریان جابجایی همان یکای چگالی جریان الکتریکی است و باعث به وجود آمدن میدان مغناطیسی به همان شکلی می‌شود که جریان واقعی ایجاد می‌کند. اما این یک جریان الکتریکی ناشی از حرکت بار الکتریکی نیست بلکه یک میدان الکتریکی متغیر با زمان است. در مواد فیزیکی (در برابر خلاء) نیز جریان جابجایی ناشی از حرکت‌های کوچک بار وابسته اتم‌ها وجود دارد که به نام دی الکتریک قطبی شناخته می‌شود.
این ایده توسط جیمز کلرک ماکسول در سال ۱۸۶۱ در مقاله در خطوط فیزیکی نیرو، بخش سوم در ارتباط با جابجایی الکتریکی ذرات در یک دی الکتریک مطرح شد. ماکسول جریان جابجایی را به بخش جریان الکتریکی در قانون مداری آمپر اضافه کرد. او در سال ۱۸۶۵ مقاله نظریه‌های دینامیکی میدان الکترومغناطیسی ماکسول با استفاده از این نسخه اصلاح شده از قانون مداری آمپر استفاده کرد تا معادله موج الکترومغناطیسی را بدست بیاورد. این اشتقاق در حال حاضر عنوان یک نقطه عطف تاریخی در فیزیک به خاطر اتحاد و برق و مغناطیس و اپتیک به یک نظریه واحد و یکپارچه شناخته می‌شود. جریان جابه جایی در حال حاضر به عنوان یک افزودنی مهم دیده می‌شود که معادلات ماکسول را تکمیل می‌کند و برای توضیح بسیاری از پدیده‌ها به خصوص وجود امواج الکترومغناطیسی لازم است.

## توضیح
میدان جابجایی الکتریکی تعریف می‌شود:
{\displaystyle {\boldsymbol {D}}=\varepsilon _{0}{\boldsymbol {E}}+{\boldsymbol {P}}\ .}
که در آن:
ε0 گذردهی خلأ است
E شدت میدان الکتریکی است
P قطبش متوسط است
مشتق‌گیری این معادله نسبت به زمان تعریف چگالی جریان جابجایی است که در نتیجه دو جزء در یک دی الکتریک دارد:(همچنین نگاه کنید به بخش "جریان جابجایی" مقاله "چگالی جریان الکتریکی")
{\displaystyle {\boldsymbol {J}}_{\boldsymbol {D}}=\varepsilon _{0}{\frac {\partial {\boldsymbol {E}}}{\partial t}}+{\frac {\partial {\boldsymbol {P}}}{\partial t}}\ .}
بخش اول در سمت راست در در مواد فیزیکی و در فضای آزاد وجود دارد؛ و لزوماً ناشی از هر جنبش واقعی از بار نیست اما باعث ایجاد میدان مغناطیسی می‌شود به همان شکلی که میدان مغناطیسی ناشی از حرکت بار به وجود می‌آید. برخی از نویسندگان نام جریان جابجایی را به بخش اول معادله می‌گذارند
بخش دوم در سمت راست با نام چگالی جریان قطبش شناخته می‌شود و ناشی از تغییر در قطبش مولکول‌های تک در مواد دی الکتریک است. قطبش زمانی اتفاق می‌افتد که که تحت تأثیر اعمال میدان الکتریکی بارهای متفاوت یک مولکول از حالت لغو کامل یکدیگر شکل دیگری می‌گیرند. بارهای مثبت و منفی در مولکول‌های جدا می‌شوند و باعث افزایش حالت قطبش P می‌شوند. یک تغییر حالت قطبش مربوط به جابجایی بار است و بنابراین معادل یک جریان بوده و از این رو اصطلاح «جریان قطبش» دارد.
بنابراین {\displaystyle {\boldsymbol {I}}_{\boldsymbol {D}}=\iint _{\mathcal {S}}{\boldsymbol {J}}_{\boldsymbol {D}}\cdot \operatorname {d} \!{\boldsymbol {S}}=\iint _{\mathcal {S}}{\frac {\partial {\boldsymbol {D}}}{\partial t}}\cdot \operatorname {d} \!{\boldsymbol {S}}={\frac {\partial }{\partial t}}\iint _{\mathcal {S}}{\boldsymbol {D}}\cdot \operatorname {d} \!{\boldsymbol {S}}={\frac {\partial \Phi _{D}}{\partial t}}\!}
این قطبش جریان جابجایی است که در ابتدا توسط ماکسول تصور می‌شد. ماکسول هیچ نوع خاصی برای خلاء در نظر نگرفت و آن را یک ماده فیزیکی تصور کرد. برای ماکسول اثر P به سادگی تغییر گذردهی نسبی εr در رابطه D = εrε0 Eاست.
توضیح مدرن جریان جابجایی در بخش زیر توضیح داده شده‌است.

### مورد دی الکتریک همسانگرد
در مورد بسیار ساده مواد دی الکتریک مواد رابطه تشکیل‌دهنده برقرار است:
{\displaystyle {\boldsymbol {D}}=\varepsilon {\boldsymbol {E}}\ ,}
که در آن گذردهی ε = ε0 εr است
- εr گذردهی نسبی دی الکتریک است و
- ε0 و ثابت گذردهی خلأ است.

در این معادله با استفاده از ε قطبش دی الکتریک را حساب می‌کند.
مقدار عددی جریان جابجایی نیز ممکن است از نظر شار الکتریکی بیان شود:
{\displaystyle I_{\mathrm {D} }=\varepsilon {\frac {\partial \Phi _{E}}{\partial t}}.}
فرم‌های ε فقط برای مواد به صورت خطی همسانگرد صحیح هستند. به‌طور عمومی ε می‌تواند با یک تنسور بیان شود و بستگی به خود میدان الکتریکی داشته باشد و حتی ممکن است وابستگی زمانی نشان دهد (پراکندگی).
برای یک دی الکتریک خطی همسانگرد، قطبش P مشخص می‌شود:
{\displaystyle {\boldsymbol {P}}=\varepsilon _{0}\chi _{e}{\boldsymbol {E}}=\varepsilon _{0}(\varepsilon _{r}-1){\boldsymbol {E}}}
که در آن χe به عنوان ضریب حساسیت الکتریکی دی الکتریک شناخته شده‌است. توجه داشته باشید که:
{\displaystyle \varepsilon =\varepsilon _{r}\varepsilon _{0}=(1+\chi _{e})\varepsilon _{0}.}